# أودو إدريس عمر
أودو إدريس عمر (بالإنجليزية: Audu Idris Umar)‏ هو سياسي نيجيري، ولد في 28 ديسمبر 1959 في ولاية غومبي في نيجيريا. حزبياً، نشط في حزب الشعب الديمقراطي. وقد انتخب عضو مجلس الشيوخ في نيجيريا.